# Tiristor GTO
Un tiristor de desconnexió de porta (GTO) és un tipus de corrent d'alta potència (per exemple, Tiristor de 1200V CA) que, a diferència d'un tiristor normal, és totalment controlable i es pot activar i desactivar mitjançant el seu cable de porta.

## Descripció del dispositiu

Circuit equivalent d'un tiristor GTO

Els tiristors normals (rectificadors controlats per silici) no són interruptors totalment controlables (un interruptor totalment controlable es pot activar i desactivar a voluntat). Els tiristors només es poden activar mitjançant el cable de porta, però no es poden desactivar mitjançant el cable de porta. Els tiristors s'activen mitjançant un senyal de porta, però fins i tot després que el senyal de porta es desactivi (es retiri, es polaritzi inversament), el tiristor roman en estat d'activació fins que es produeix una condició de desactivació (que pot ser l'aplicació d'una tensió inversa als terminals o una disminució del corrent directe per sota d'un cert valor llindar conegut com a corrent de manteniment ). Per tant, un tiristor es comporta com un díode semiconductor normal després d'activar-se o activar-se.
El GTO es pot activar mitjançant un senyal de porta i també es pot desactivar mitjançant un senyal de porta de polaritat negativa.
L'activació s'aconsegueix mitjançant un pols de corrent positiu entre els terminals de la porta i del càtode. Com que la porta-càtode es comporta com una unió PN, hi haurà una tensió relativament petita entre els terminals. Tanmateix, el fenomen d'activació en un GTO no és tan fiable com el d'un SCR (tiristor), i s'ha de mantenir un petit corrent de porta positiu fins i tot després de l'activació per millorar la fiabilitat.
L'apagada s'aconsegueix mitjançant un pols de voltatge negatiu entre els terminals de la porta i del càtode. Part del corrent directe (aproximadament entre un terç i una cinquena part) es roba i s'utilitza per induir un voltatge càtode-porta, que al seu torn fa que el corrent directe disminueixi i el GTO s'apagarà (passant a l'estat de bloqueig ).
Els tiristors GTO pateixen de temps de desconnexió llargs, de manera que després que el corrent directe disminueixi, hi ha un temps de cua llarg en què el corrent residual continua fluint fins que s'elimina tota la càrrega restant del dispositiu. Això restringeix la freqüència màxima de commutació a aproximadament 1 kHz. Tanmateix, el temps d'apagada d'un GTO encara és aproximadament deu vegades més ràpid que el d'un SCR comparable.
Per ajudar amb el procés d'apagada, els tiristors GTO solen construir-se a partir d'un gran nombre (centenars o milers) de petites cel·les de tiristor connectades en paral·lel.
Comparació d'un SCR i un GTO de la mateixa qualificació
| Característica      | Descripció                          | Tiristor (1600 V, 350 A) | GTO (1600 V, 350 A) |
| ------------------- | ----------------------------------- | ------------------------ | ------------------- |
| V T activat         | Caiguda de tensió en estat actiu    | 1.5 V                    | 3.4 V               |
| Continuo , segueixo | Temps d'activació, corrent de porta | 8 μs, 200 mA             | 2 μs, 2 A           |
| t apagat            | Hora d'apagada                      | 150 μs                   | 15 μs               |

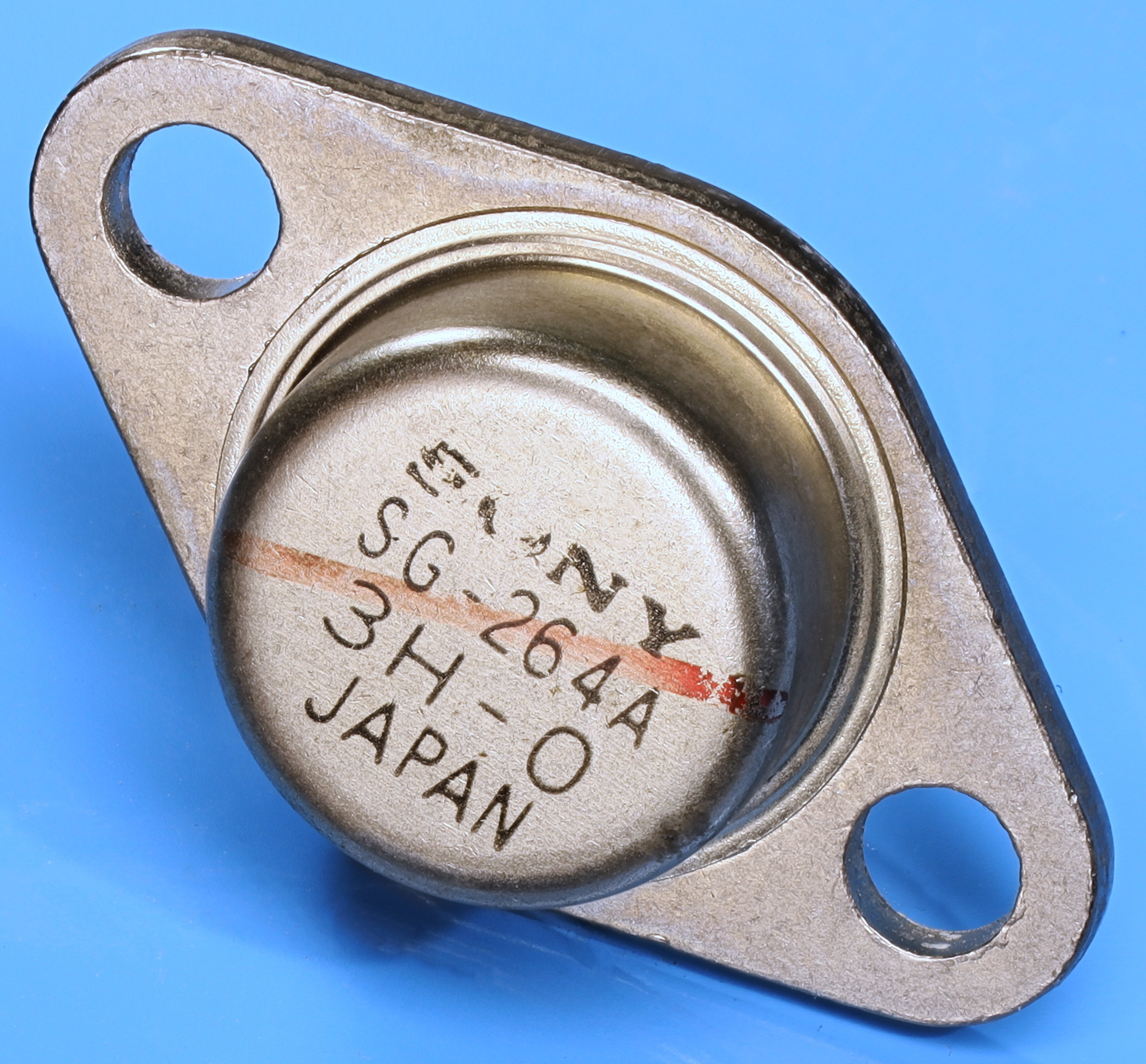
Tiristor de desactivació de la porta Sony SG264A

Un tiristor de desconnexió de porta amb memòria intermèdia distribuïda (DB-GTO) és un tiristor amb capes PN addicionals a la regió de deriva per remodelar el perfil de camp i augmentar el voltatge bloquejat en estat desactivat. En comparació amb una estructura PNPN típica d'un tiristor convencional, el tiristor DB-GTO té una estructura PN-PN-PN.

## Biaix invers
Els tiristors GTO estan disponibles amb o sense capacitat de bloqueig invers. La capacitat de bloqueig invers augmenta la caiguda de tensió directa a causa de la necessitat de tenir una regió P1 llarga i de baix dopatge.
Els tiristors GTO capaços de bloquejar la tensió inversa es coneixen com a tiristors GTO simètrics, abreujats com a S-GTO. Normalment, la tensió nominal de bloqueig invers i la tensió nominal de bloqueig directe són les mateixes. L'aplicació típica dels tiristors GTO simètrics és en l'inversor de font de corrent.
Els tiristors GTO incapaços de bloquejar la tensió inversa es coneixen com a tiristors GTO asimètrics, abreujats A-GTO, i generalment són més comuns que els tiristors GTO simètrics. Normalment tenen una classificació de ruptura inversa de l'ordre de desenes de volts. Els tiristors A-GTO s'utilitzen on s'aplica un díode de conducció inversa en paral·lel (per exemple, en inversors de font de tensió) o on la tensió inversa no es produiria mai (per exemple, en fonts d'alimentació commutades o en choppers de tracció de CC).
Els tiristors GTO es poden fabricar amb un díode de conducció inversa en el mateix encapsulat. Aquests es coneixen com a RCGTO, de tiristors GTO de conducció inversa.

## Zona d'operació segura
A diferència del transistor bipolar de porta aïllada (IGBT), el tiristor GTO requereix dispositius externs (circuits d'amortiment) per donar forma als corrents d'activació i desactivació per evitar la destrucció del dispositiu.
Durant l'encesa, el dispositiu té una classificació dI/dt màxima que limita l'augment del corrent. Això serveix per permetre que tot el component principal del dispositiu arribi a l'encesa abans que s'assoleixi el corrent complet. Si se supera aquesta classificació, l'àrea del dispositiu més propera als contactes de la porta es sobreescalfarà i es fondrà per sobrecorrent. La taxa de dI/dt normalment es controla afegint un reactor saturable (amortitzador d'encesa), tot i que la dI/dt d'encesa és una restricció menys seriosa amb els tiristors GTO que amb els tiristors normals, a causa de la manera com el GTO està construït a partir de moltes cel·les petites de tiristor en paral·lel. El reinici del reactor saturable normalment imposa un requisit mínim de temps de desconnexió als circuits basats en GTO.
Durant l'apagada, la tensió directa del dispositiu s'ha de limitar fins que el corrent disminueixi. El límit sol ser al voltant del 20% de la tensió nominal de bloqueig directe. Si la tensió augmenta massa ràpidament en apagar-se, no tot el dispositiu s'apagarà i el GTO fallarà, sovint de manera explosiva, a causa de l'alta tensió i el corrent que es concentren en una petita part del dispositiu. S'afegeixen circuits d'amortiment substancials al voltant del dispositiu per limitar l'augment de tensió en apagar-se. Reiniciar el circuit d'amortiment normalment imposa un requisit mínim de temps d'activació als circuits basats en GTO.
El temps mínim d'activació i desactivació es gestiona en els circuits chopper de motors de corrent continu mitjançant una freqüència de commutació variable al cicle de treball més baix i més alt. Això s'observa en aplicacions de tracció on la freqüència augmenta a mesura que el motor arrenca, després la freqüència es manté constant en la majoria dels rangs de velocitat i, a continuació, la freqüència torna a baixar a zero a velocitat completa.

## Aplicacions
Les principals aplicacions són en accionaments de motors de velocitat variable, inversors d'alta potència i tracció. Els GTO estan sent substituïts cada cop més per tiristors de porta commutada integrada (IGCT), que són un desenvolupament evolutiu dels GTO, i transistors bipolars de porta aïllada (IGBT), que són membres de la família dels transistors.
També s'utilitzen en els circuits d'arrencada de les làmpades fluorescents.